# Star Trek: Lower Decks
Star Trek: Lower Decks este un serial de televiziune din 2020 de animație pentru adulți care are loc în universul Star Trek creat de Gene Roddenberry. Serialul Star Trek: Lower Decks a fost creat de Mike McMahan pentru a fi transmis în streaming de CBS All Access. Este al 9-lea serial din franciza Star Trek și al doilea de animație după Star Trek: Seria animată. Un al treilea serial de animație, Star Trek: Prodigy, va avea premiera în 2021.

## Legături externe
- Site web oficial
- Star Trek: Lower Decks la Internet Movie Database
- en Star Trek: Lower Decks la Memory Alpha (site wiki pentru Star Trek)
- Star Trek: Lower Decks Episode Guide

## Vezi și
- „Lower Decks” („Promovări”), episod Star Trek: Generația următoare
- 2020 în științifico-fantastic